# Zethus strigosus
Zethus strigosus är en stekelart som beskrevs av Henri Saussure 1875. Zethus strigosus ingår i släktet Zethus och familjen Eumenidae. Inga underarter finns listade i Catalogue of Life.